# Rue Saint-Étienne-du-Mont
La rue Saint-Étienne-du-Mont est une voie du 5e arrondissement de Paris.

## Situation et accès
Elle est située dans le quartier de la Sorbonne au sommet de la montagne Sainte-Geneviève ; elle débouche sur la place du Panthéon.
La rue Saint-Étienne-du-Mont est accessible par la ligne de métro 10 à la station Cardinal Lemoine située à proximité.

## Origine du nom
La rue tient son nom de l'église Saint-Étienne-du-Mont qu'elle longe sur toute sa longueur sur son flanc nord.

## Historique
En 1248, elle est connue sous le nom de « rue du Moutier » (rue du Monastère) puis, en 1267, sous le nom de « ruelle Sainte-Geneviève ».
Elle est citée dans Le Dit des rues de Paris de Guillot de Paris sous la forme « petite Ruelete ».
Dans Le Dit des rues de Paris de Guillot de Paris, daté des années 1280-1300, elle est citée sous la forme « rue Saint-Estienne ».
Elle est citée sous le nom de « Cloistre Saint Estienne » dans un manuscrit de 1636.
Elle porta ensuite, et jusqu'au début du XIXe siècle, le nom de « rue des Prêtres Saint-Étienne-du-Mont », en raison que les prêtres de Saint-Étienne-du-Mont, qui demeuraient dans cette rue, lui ont donné son nom.

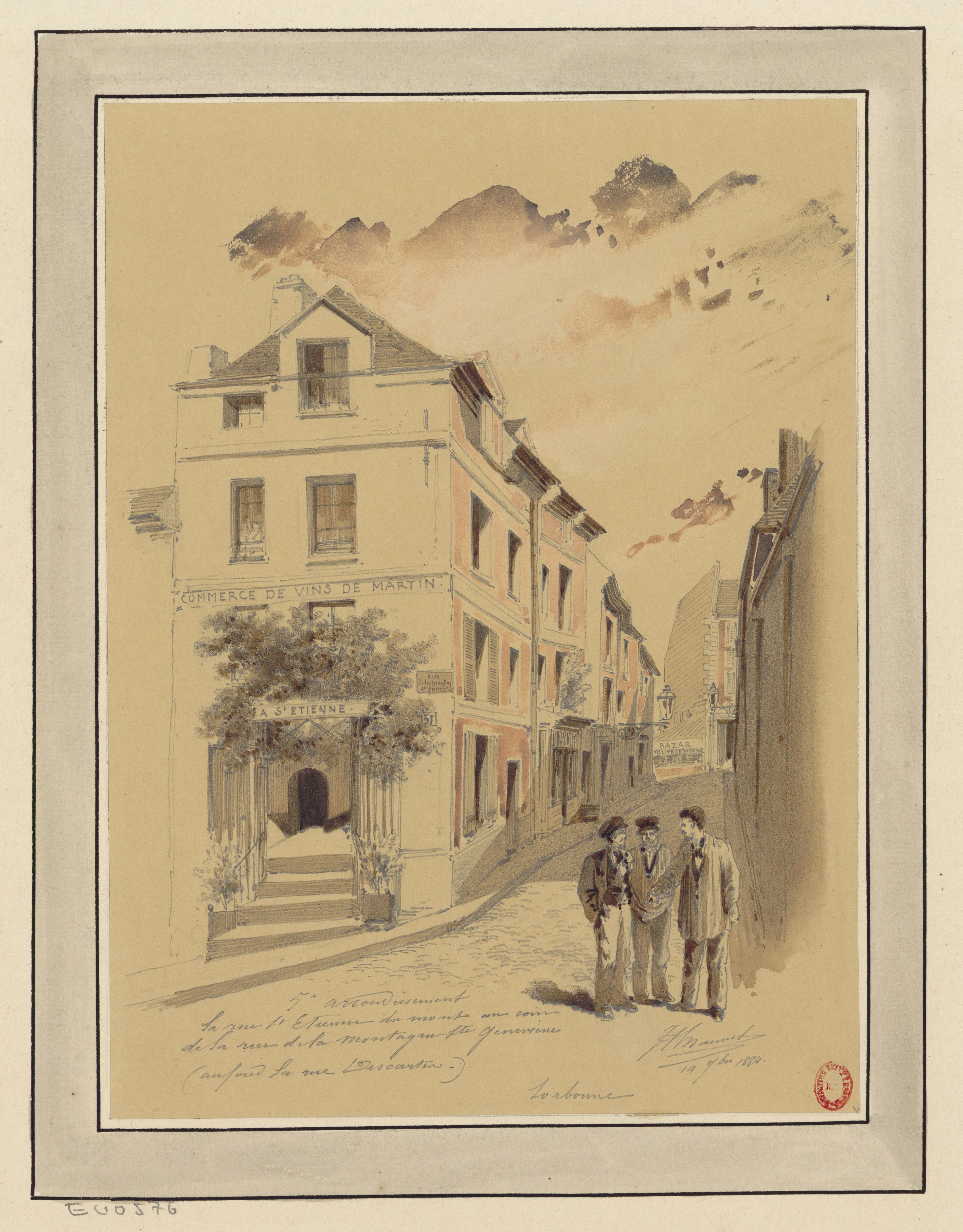
Vue de la rue en 1884 (dessin de Jules-Adolphe Chauvet).
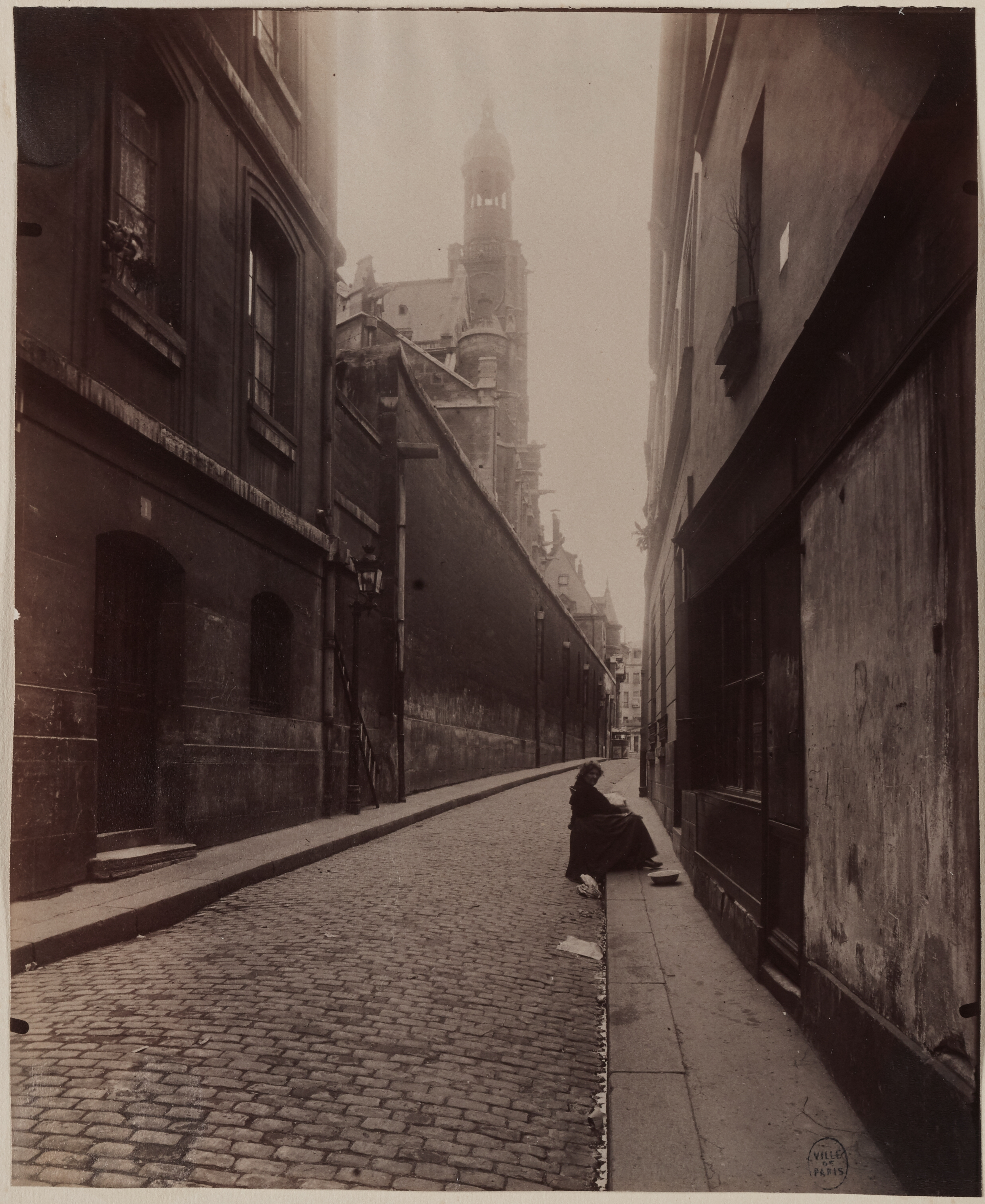
Vue de la rue en 1908 (photographie d'Eugène Atget)
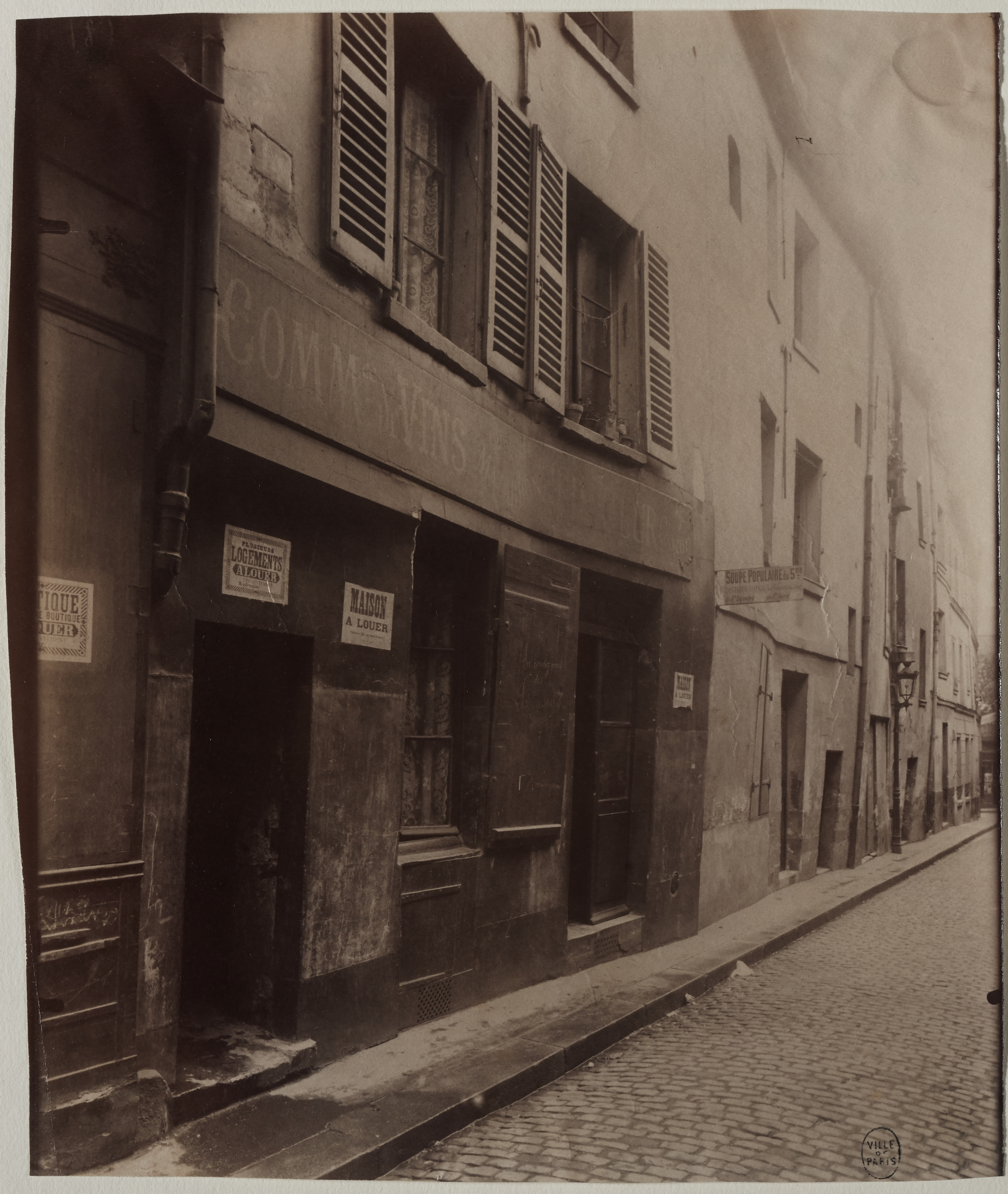
no 14 : ancienne maison dépendant du collège de Hubant.

## Bâtiments remarquables et lieux de mémoire
- L'église Saint-Étienne-du-Mont.
- Elle débouche sur la place du Panthéon.

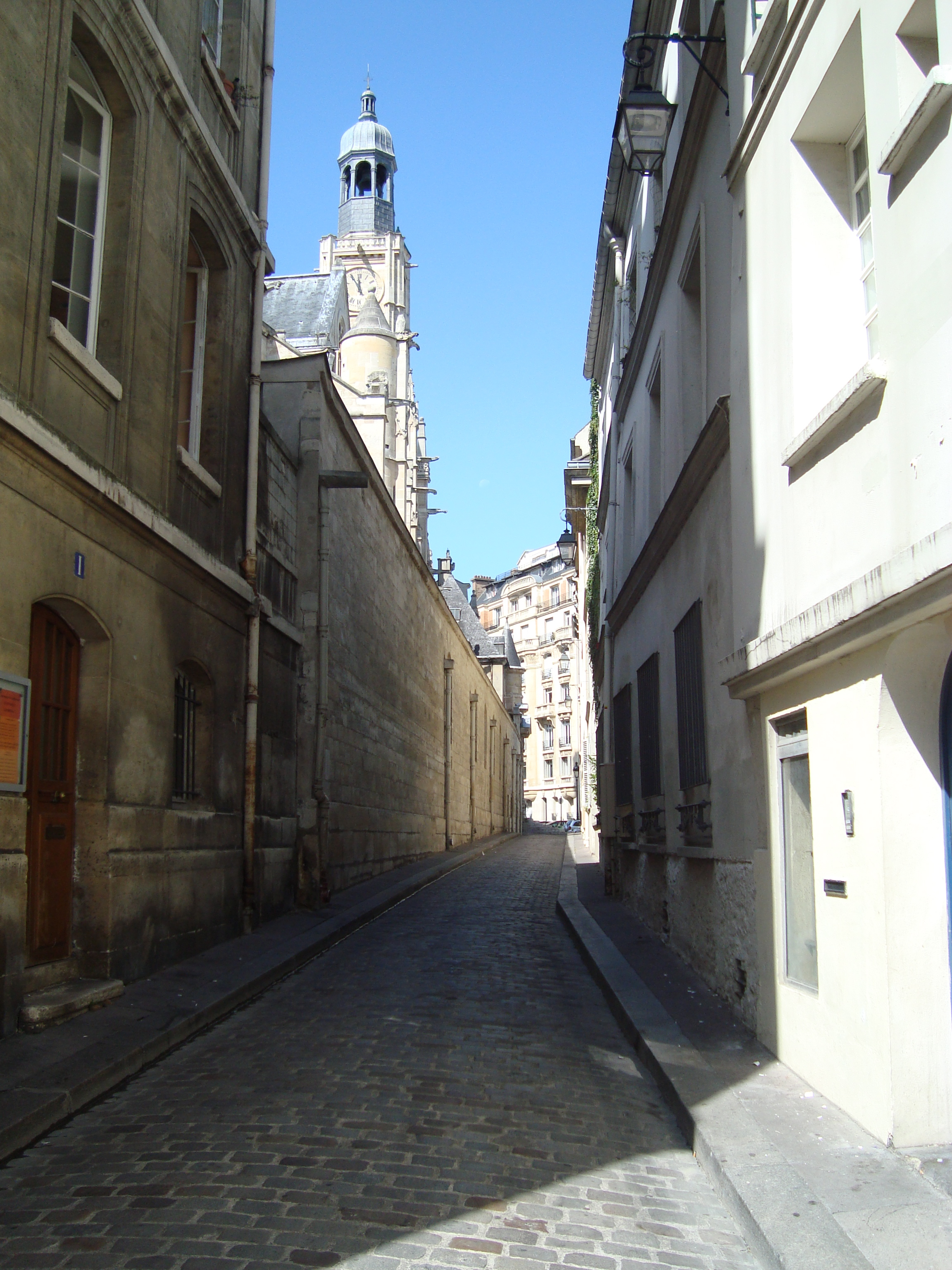
Vue de la rue et de l'église sur la gauche.
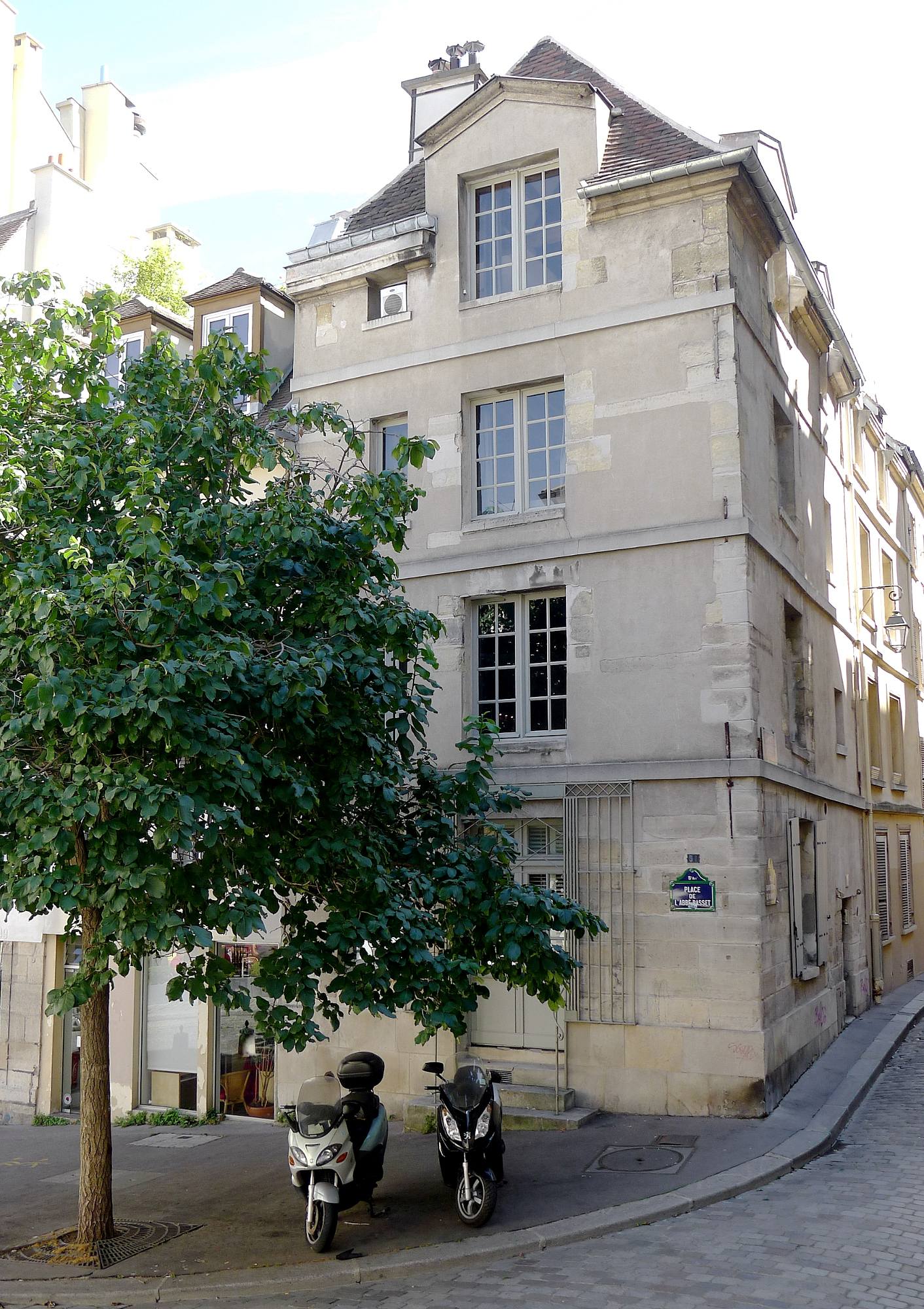
Maison d'angle avec la rue de la Montagne-Sainte-Geneviève (classée monument historique).